# Dorfkirche Aue am Berg

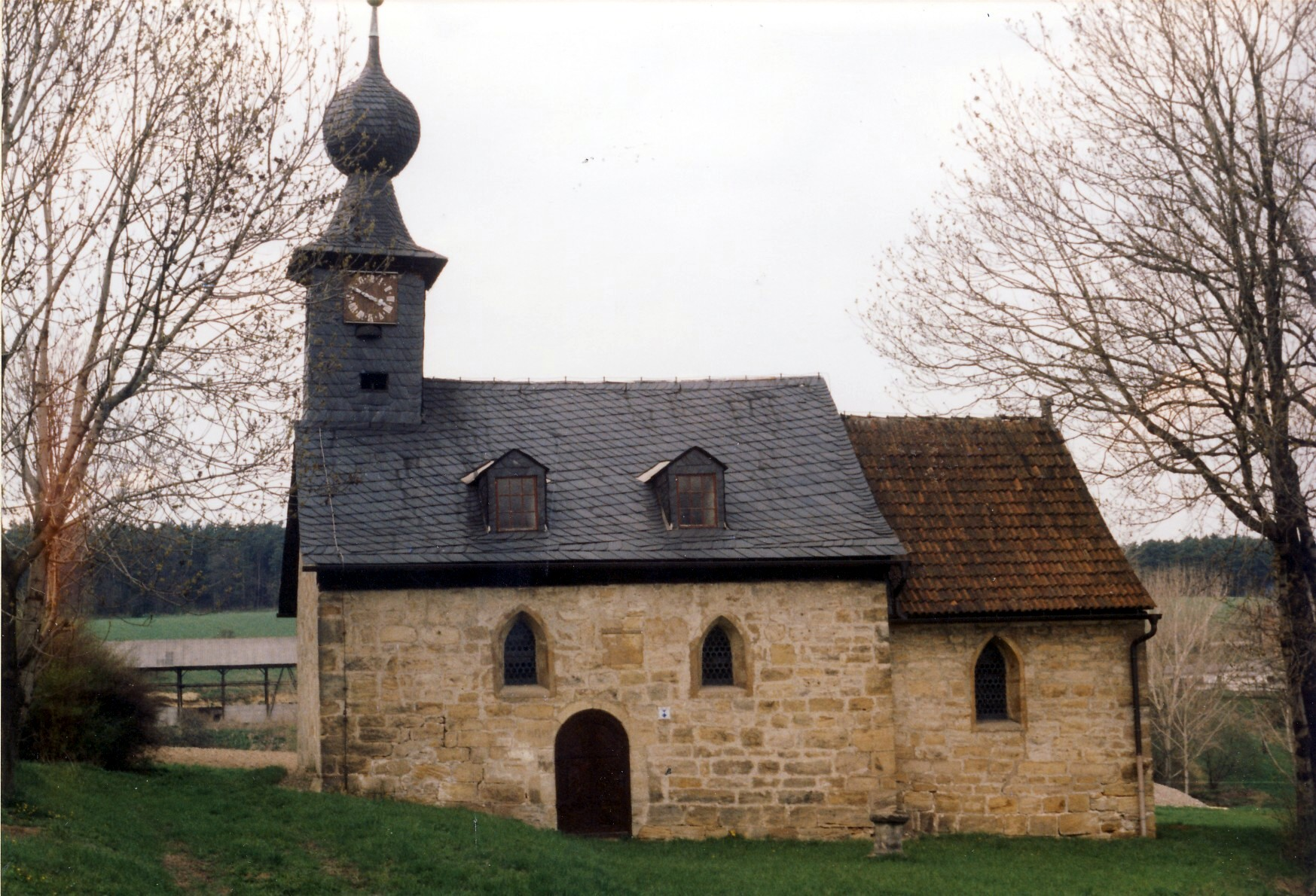
Die Kirche 1996

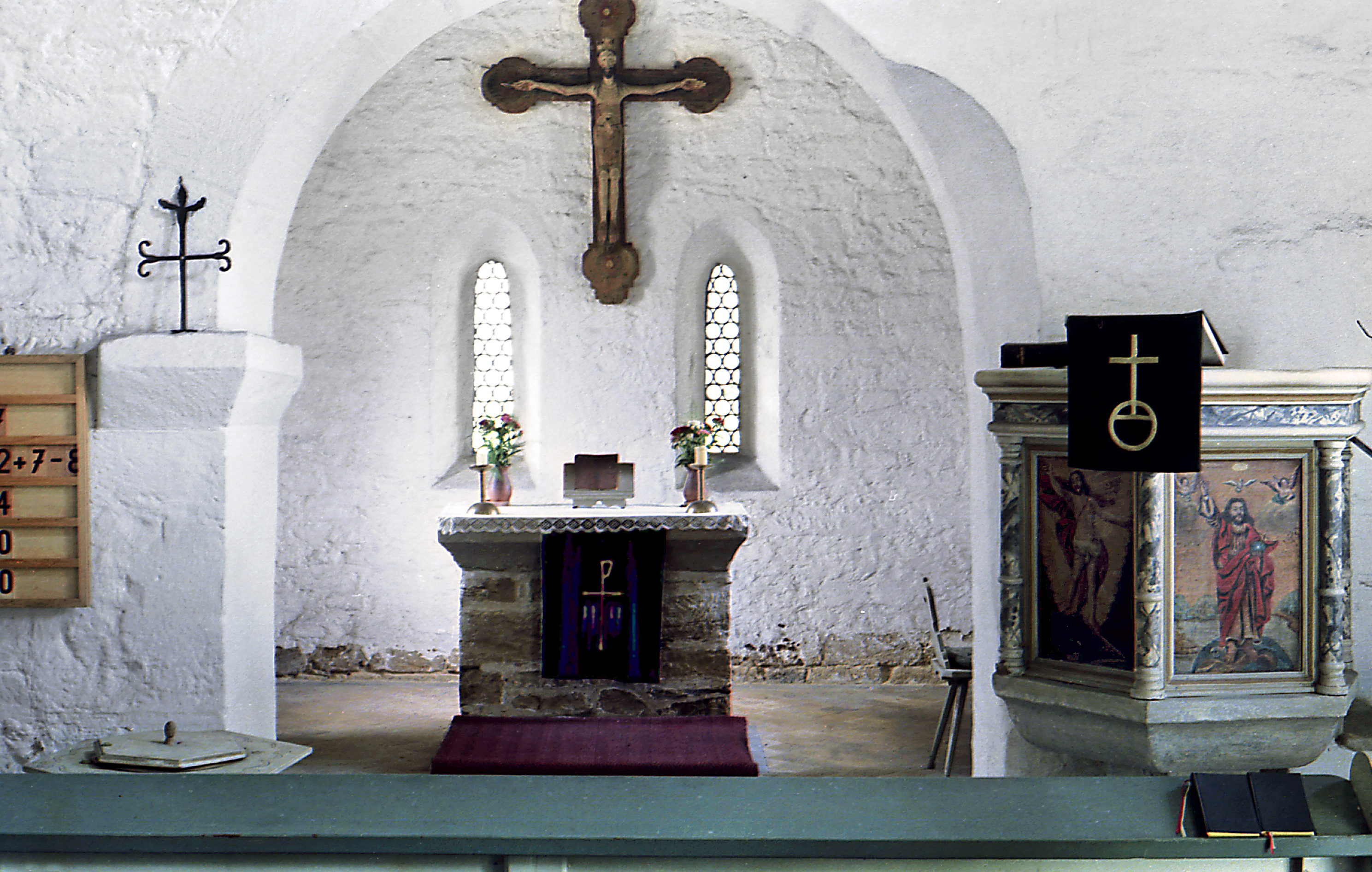
Kirche Aue am Berg

Die romanische im 12. Jahrhundert errichtete evangelische Dorfkirche Aue am Berg steht in der Ortslage Aue am Berg des Stadtteils Beulwitz der Stadt Saalfeld im Landkreis Saalfeld-Rudolstadt in Thüringen am Nordhang einer Bachmulde im oberen Teil des Dorfes.

## Geschichte
Im 17. Jahrhundert wurden die Emporen im Barockstil eingebaut. Die Kanzel aus der gleichen Zeit ist im Spätrenaissancestil ausgeführt. Das Kirchenschiff besitzt eine Holztonne. 
Zur Ausstattung zählt ein spätromanisches Kruzifix sowie in einem kleinen Holzschrein eine sitzende Marienfigur aus dem 13. Jahrhundert. Hinzu kommt ein Altartriptychon mit Tafelbildern aus 1490.